# Дядя
Дя́дя — брат отца (дядя по отцу) или матери (дядя по матери). Другими словами, дядя (дядька) — мужчина по отношению к детям своего брата или сестры, а также к детям брата или сестры своей жены. Муж тёти при этом считается дядей-свойственником.
Обратное отношение — родные племянник и племянница, то есть если мужчина приходится кому-то дядей, то те, в свою очередь, приходятся ему племянниками или племянницами.
Двоюродный дядя — двоюродный брат отца или матери или муж двоюродной тёти. Обратные отношения, соответственно, — двоюродные племянники и племянницы.
Другое значение слова «дядя» («дядька») (простонародное, шутливое и/или используемое в детской речи слово) — взрослый мужчина.
Например,
Скажи-ка, дядя, ведь недаром
Москва, спалённая пожаром
Французу отдана?Лермонтов, «Бородино»